# ألكسيس هيرمان
ألكسيس مارغريت هيرمان (بالإنجليزية: Alexis Herman) (ولد في 16 يوليو 1947) هي سياسية أمريكية شغلت منصب وزير العمل الأمريكي الثالث والعشرين في عهد الرئيس بيل كلينتون. هيرمان هي أول أمريكية من أصل أفريقي تشغل هذا المنصب. وكانت قبلها مساعدة لرئيس ومديرة مكتب البيت الأبيض للمشاركة العامة.
نشأت هيرمان في موبايل، ألاباما. عملت بعد تخرجها لتحسين فرص العمل للعمال السود والنساء. ثم انضمت إلى إدارة كارتر وعملت في مكتب المرأة في وزارة العمل. أصبحت نشطة في السياسة الديمقراطية، وعملت في حملات جيسي جاكسون ثم شغلت منصب رئيس أركان اللجنة الوطنية الديمقراطية بقيادة رون براون. انضمت إلى إدارة بيل كلينتون بعد انتخابه.
بعد هزيمة آل غور في الانتخابات الرئاسية عام 2000، ظلت هيرمان نشطة في السياسة الديمقراطية. كما أصبحت نشطة في عالم الشركات، وتعمل في مجالس إدارة شركات مثل كوكا كولا وتويوتا.